# 能家站
能家站是一个锦承线上的铁路车站，位于辽宁省北票市南八家子乡，建于1927年，目前为四等站，邮政编码为122118。目前客运：办理旅客乘降；行李、包裹托运；货运：办理整车货物发到。 